# Placocosma
Placocosma é um gênero de traça pertencente à família Agonoxenidae.